# Аманда Кароліна Де Соуза
Аманда Кароліна Де Соуза (порт. Amanda Carolina de Souza; нар. 1 січня 1996, Франка, Сан-Паулу, Бразилія) — бразильська футболістка, воротар «Атлетіко Мінейро».

## Клубна кар'єра
Народилася в місті Франка, штат Сан-Паулу. Футбольну кар'єру розпочала 2011 року на позиції воротаря в клубі «Франкана». Наприкінці 2014 року перейшла до «Ферровіарії», з яким наступного року виграла Південноамериканський кубок та жіночий кубкок Лібертадорес.
На початку червня 2018 року перейшла до «Львів-Янтарочки», з якою підписала 1-річний контракт. Отримала футболку з 2-м ігровим номером. Дебютувала за львівську команду 5 серпня 2018 року в програному (1:2) домашньому поєдинку 1-о туру чемпіонату України проти «Злагоди-Дніпра-1». Аманда вийшла на поле в стартовому складі та відіграла увесь матч. У складі «левиць» зіграла 7 матчів у чемпіонаті, 1 матч у кубку та 2 поєдинки в зимовій першості. За підсумками сезону 2018/19 років «Львів-Янтарочка» фінішувала на 4-у місці, окрім цього команда дійшла до 1/2 фіналу кубку України. По завершенні сезону залишила «синьо-золотих левиць».
З 2019 року захищає кольори «Атлетіко Мінейро».

## Кар'єра в збірній
У футболці жіночої молодіжної збірної Бразилії вигравала Південноамериканський кубок 2014 та чемпіонат світу 2014 року.